# 丁朝
丁朝（越南语：／）是越南歷史的朝代之一，其立國期間為968年－980年。其建立者丁部領先後擊敗了割據越南北部的十二使君勢力，於968年統一全國並稱帝，建國號大瞿越。現代越南的中北部於10世紀以前長期受中國統治。丁朝開國之後訂立制度，逐漸具有國家規模。外交上，丁朝向中國的宋朝通好，遣使朝貢，首次被中國承認為藩屬而不是領土。
丁朝歷丁先皇（丁部領）、丁廢帝（丁璿）兩位君主。979年丁部領政變遇害後，繼任的皇帝丁璿年幼，由十道將軍黎桓獨掌朝政。宋太宗得知後，欲趁亂南下攻滅交趾。此事傳至交趾，黎桓被軍隊推戴為帝，丁朝遂被前黎朝取代。此後，黎桓率軍在白藤江之戰中擊退了宋朝的進犯。
後世歷史學者，視丁朝為越南建國的創始階段，史家黎嵩稱「我越正統之君，實自此始」。

## 历史

### 統一與開國
公元10世紀初，越南人開始擺脫中國統治，並於939年建立政權，是為吳朝。但吳朝政局處於不穩狀態，出現十二使君割據的分裂局面。
丁朝開國君主丁部領，華閭洞（在今寧平省）人，父親丁公著，曾任驩州刺史。丁部領自年少時起，已獲得當地民眾敬服，立為君長。叔父丁預不服，丁部領將之擊敗，樹立聲威，於是「人人畏服」。其後，丁部領與兒子丁璉到布海口，投靠當地割據者陳覽（十二使君之一），獲陳覽賞識，取得兵權，勢力更盛。對於各地的割據者，丁部領大張撻伐，「凡征戰所過，易如破竹」，有「萬勝王」的稱號。
968年，丁部領掃平群雄，統一全國後，便即皇帝位，尊稱為「大勝明皇帝」，史稱「丁先皇」，改國號「大瞿越」，以華閭洞為國都。丁部領開國後，著手進行了一系列措施，包括在國都築城鑿池、起宮殿、制定朝儀、置百官、採用年號、定文武僧道階品、行十道軍制等等。據越南陳朝的史官黎文休指出，這些措施讓越南從此「制度略備」。

### 國內紛爭
丁朝曾發生內部亂事，對其王室構成巨大打擊。
979年（丁朝太平十年），春，丁部領的長子南越王丁璉（銘文資料作「丁匡璉」），殺皇太子丁項郎（丁先皇少子，銘文資料作「頂帑僧帑」）。事緣丁先皇雖有長子丁璉曾與他一同創業，但到後來生丁項郎，先皇特別鍾愛，便立為太子。然而卻引起丁璉的不滿，丁璉以丁項郎「卻行惡心，違背若愛寬容」為由，先行下手，暗中派人將之殺害。
此後，丁先皇與丁璉一同被祗候內人杜釋所殺。杜釋因曾夢見流星墜入口中，認為這是吉兆，便心生篡弒之心。979年農曆十月，丁先皇在夜宴後醉臥宮中，杜釋入內殺之，並殺害丁璉。其後，大臣定國公阮匐處斬杜釋，又與十道將軍黎桓共立先皇次子衞王丁璿為帝，是為廢帝。
丁廢帝繼位時，年方十歲，十道將軍黎桓攝政，自稱「副王」。大臣阮匐、丁佃、范盍等認為黎桓將對皇帝不利，便在各地相率起兵，分成水陸兩道，進攻國都華閭。丁朝太后楊氏獲悉後，即與黎桓共謀平亂，黎桓立刻出擊，攻破丁佃、阮匐的水陸軍隊，殺害二人，繼而擊敗范盍。於是，朝中再無制衡黎桓的力量，大權便落入黎桓手中。

### 黎桓代丁
980年（丁朝太平十一年、前黎朝黎桓天福元年），北宋得知丁朝內亂，宋太宗認為可趁此機會兼併越南，便決定南征。宋廷派出軍隊南下後，楊太后派黎桓自選勇士抗敵。黎桓手下范巨倆認為「今主上（丁廢帝丁璿）幼弱」「不如先冊十道（十道將軍黎桓）為天子，然後出師可也」，於是黎桓便被軍士擁立為帝，廢丁璿，仍封為衞王。丁朝遂告滅亡，前黎朝建立。981年（前黎朝黎桓天福二年），黎桓擊敗來襲的宋軍 ，穩固了前黎朝的基業。

## 政治

### 刑律
丁部領開國後不久，便採用嚴刑，欲「威制天下」。乃於朝廷上設置大鼎（即油鍋），以及飼養猛虎，在國內下令若有違法，即「受烹嚙之罪」。於是人皆畏服，無有犯者。越南史家陳仲金認為丁朝採行嚴刑，是由於當時國內「還有許多人過慣了亂時生活，不遵守法令」，而這些刑律「如此威嚴，未免太過份，但賴有此刑律，國內之民才漸漸獲得安寧」。

### 后妃
970年（丁朝太平元年），設皇后五名，各有名號，分別為「丹嘉」、「貞明」、「矯國」、「瞿國」、「歌翁」。對此，越南陳朝時期的史官黎文休批評「自古（皇后）祗立一人，以主內治而已，未聞有五其名者。先皇無稽古學，而當時群臣，又無匡正之者，致使溺私並立五后」。

### 職官
971年（丁朝太平二年），制定文武官職階品，又委員一批重要官員，如阮匐任「定國公」、劉基任「都護府士師」、黎桓任「十道將軍」。後來於975年（丁朝太平六年），定文武官員的冠服。除了文武職官外，丁朝又對佛、道等宗教人士授給位號，以示尊崇，如僧統吳真流賜號「匡越大師」、張麻尼為「僧錄」、道士鄧玄光授「崇真威儀」。

## 宗教
丁朝統治者崇信佛教。自唐朝統治時期興起的無言通禪派（又名「禪宗後派」），獲得丁氏朝廷認同，冊封其代表人物吳真流為「匡越大師」（詳情見上）。此外，丁朝有佛頂尊勝陀羅尼信仰的流傳，從現存的丁朝石幢銘文記載，丁匡璉（即丁璉）殺其弟頂帑僧帑（即丁項郎）後，為解脫亡弟之靈，便造一百座寶幢，上刻《佛頂尊勝陀羅尼》經文，並藉此祈求丁先皇政權能夠「永霸天南，恒安寶位」。後世學者指出，公元8、9世紀的中國及朝鮮半島都有類似的佛頂尊勝陀羅尼石幢，丁朝的石幢銘文可證唐朝的佛頂尊勝陀羅尼信仰不僅東傳朝鮮、日本，且也南傳越南。道教亦與佛教一樣，受到朝廷所重視及授任委任職官（詳情見上）。

## 軍事
973年（丁朝太平四年）農曆二月，丁朝定「十道軍」制，以十人為一伍，十伍為一卒，十卒為一旅，十旅為一軍，十軍為一道。全國共有十道軍。軍人都須佩戴四方平頂帽，該帽用皮製成，平頂四邊夾縫，上狹下寬。
按照十道軍制的兵員數目計算，丁朝擁有士兵達一百萬人。對此，越南史家陳仲金提出質疑：「試想當時我國（指越南）地窄、人稀，從哪裡能招募一百萬軍隊，又從哪裡徵集糧食來養活如此眾多之人呢？或許先皇擁有十萬軍隊，已經算是多的了」。

## 貨幣與經濟
在丁朝時期，鑄有「大平興寶」（錢幣上的「大」即「太」），它的形制，可以分成兩大類：
一種是「大平興寶」光背錢。錢面上的「大平興寶」四字對讀，書法介乎楷隸之間，錢徑約為23.5毫米，厚約1毫米，重約2.2克。這類光背錢每一個都不盡相同，有大字大樣錢、小字大樣錢，有的字跡精細，有的粗壯。
另一種是「大平興寶」背「丁」字錢，此類佔大多數。「丁」字用以記當時君主姓氏，而它的位置則每銖都不同，有「背穿上丁」、「背穿下丁」、「穿背反丁」等等。
「大平興寶」製作粗糙，但風格古樸，與中國五代時期錢幣有許多相似之處，這說明越南文化深受中國的影響。然而它亦有獨創之處，那就是錢文上的「大平興寶」四字，有別於10世紀以前中國常見的「通寶」、「元寶」和「重寶」，它帶有祝福國家國運興盛、萬世太平的含意。
「大平興寶」的鑄造時期，大約在970年至977年（丁朝太平元年至八年）之間。此後，丁朝內鬥不斷，社會動蕩，鑄錢便逐漸減少，甚或最終停鑄。此外，雖然丁朝始行鑄造「大平興寶」錢，但它的流通範圍，僅局限於現時越南北部地區，即當時丁朝所轄領土，而且中國唐、宋所鑄錢幣，仍為丁朝時期的主要流通貨幣，「大平興寶」僅作補充之用。

## 對外關係
丁朝時期，與中國的宋朝有著密切關係。972年（丁朝太平三年），丁先皇遣長子南越王丁璉入宋訪問，以示通好。關於此舉，據越南史家陳仲金的分析，認為是由於宋朝派兵攻取南漢（在今中國華南地區，亦即越南丁朝的北鄰），丁先皇害怕宋兵來攻，所以先遣使到宋通好，並且為以後的越南歷任政府開創了「恪守向中國朝貢之禮」的先例。其後，丁朝與宋朝的使節來往相當頻繁。973年（丁朝太平四年），宋朝遣使冊封丁先皇為「交趾郡王」，封丁璉為「檢校太師靜海軍節度使安南都護」。 975年（丁朝太平六年），秋，宋朝遣使，加授丁璉為「開府儀同三司檢校太師交趾郡王」，在對宋的事務上從此「以璉為主」。976年（丁朝太平七年），丁朝遣使入宋答謝。977年（丁朝太平八年），丁朝遣使入宋，賀宋太宗即皇帝位。
丁朝的南鄰占城國，於979年（丁朝太平十年），由反叛丁朝的駙馬吳日慶所協助下，出兵伐越。吳日慶是吳朝王族，亦是十二使君之一，割據一方，後來被丁部領擊敗。丁部領為免吳日慶生怨，便將公主嫁給他。然而吳日慶一直伺機報復，到丁先皇死時，便引占城兵攻越。占軍出動水軍進攻，但在途中遇上暴風，軍船覆沒，吳日慶與大批軍士溺死，戰事就此結束。
此外，丁朝與海外各國存在著商貿關係。據《大越史記全書》所載，在976年（丁朝太平七年）的春季，「海外諸國商舶來獻方物」，這反映了當時的外貿情形。

## 自然災害
- 978年（丁朝太平九年），農曆正月，地震。[18]
- 978年（丁朝太平九年），二月，雨雹。[18]
- 978年（丁朝太平九年），六月，旱。[18]

## 丁朝的歷史意義
越南後黎朝時期史家黎嵩，高度肯定丁朝在越南脫離中國統治及立國歷程中的重要地位：「丁先皇因吳國之喪亂，平十二使君，天與人歸，輿圖混一。……我越正統之君，實自此始。」不過，黎嵩指出丁朝未能為後世從國家制度、社會文化等方面，樹立完善的楷模，「宗廟未立，學校未建，設鼎養虎，以為刑獄之具。遺犀納象，徒為貢獻之勞。禮樂刑政之不修，重門擊柝之不謹」，到丁朝末年時，「權臣攝政，國內離心，丁氏訖籙，是保邦制治之無策也」。
中國學者郭振鐸、張笑梅認為，丁朝除了在越南立國歷程上具有創造性，而且還令越南產生三種變化：一是越南經過唐末以來豪強家族的經營，封建大莊園遍布各地，封建土地所有制到丁朝時確立下來。二是丁朝結束十二使君分治的局面，令越南首次出現政治集中及國家統一。第三是丁朝與中國宋朝建立宗藩關係，在國際關係上取得了中國的承認及支持。

## 关于越南独立时间争议
关于越南结束北属时期从中国独立的时间，学术界有四大观点：
一、前203年，赵朝即南越国立国说。越南古代史家多从此观点，但为当代越共学者及中国学者等所否认。
二、938年，白藤江之战吴权击败南汉建立“吴朝”政权说。学术界持此观点者为数不少，但为中国学者所否定。
三、968年，丁朝立国说。该说为大多数中国学者所支持与使用。
四、南宋淳熙元年1174年初，越南李朝英宗李天祚遣使入贡，宋孝宗正式“诏赐国名安南，封南平王”李天祚为安南国王加特进检校太尉兼御史大夫上柱国，静海军节度观察处置等使。次年八月，又“赐安南国王印” 。“安南国”之名自此始 。部分学者以1174年南宋正式册封越南君主为“安南国王”之年为中国正式承认越南独立之始。

## 歷代君主
| 諡號   | 姓名            | 在世          | 在位時間     | 年號及使用时间 | 年號及使用时间 |
| ------ | --------------- | ------------- | ------------ | -------------- | -------------- |
| 先皇帝 | 丁部領 （丁桓） | 924年－979年  | 968年－979年 | －             | 968年－970年   |
| 先皇帝 | 丁部領 （丁桓） | 924年－979年  | 968年－979年 | 太平           | 970年－979年   |
| 廢帝   | 丁璿            | 974年－1001年 | 979年－980年 | 太平           | 979年－980年   |

### 出处
1. 1 2  .   [2016-03-29]. （原始内容存档于2014-11-02）.
2. 1 2  《大越史記全書》卷首（黎嵩《越鑑通考總論》），東京大學東洋文化研究所，87頁。
3. ↑  陳仲金《越南史略》第三卷第一章，戴可來譯，北京商務印書館，57─59頁。
4. ↑  吳士連《大越史記王書·本紀全書·丁紀·先皇帝》，東京大學東洋文化研究所，179頁；《欽定越史通鑑綱目》正編卷一，丁先皇帝元年條。
5. ↑  吳士連《大越史記王書·本紀全書·丁紀·先皇帝》，東京大學東洋文化研究所，180─181頁。
6. ↑  吳士連《大越史記王書·本紀全書·丁紀·先皇帝》，東京大學東洋文化研究所，182頁；《佛頂尊勝加句靈驗陀羅尼》（漢喃研究所編號VB2）（979年刻），收錄於潘文閣、蘇爾夢主編《越南漢喃銘文匯編·第一集北屬時期至李朝》，遠東學院、漢喃研究院，63頁。
7. ↑  吳士連《大越史記王書·本紀全書·丁紀·先皇帝》，東京大學東洋文化研究所，183頁。
8. ↑  吳士連《大越史記王書·本紀全書·丁紀·廢帝》，東京大學東洋文化研究所，184頁。
9. ↑  吳士連《大越史記王書·本紀全書·丁紀·廢帝》，東京大學東洋文化研究所，185頁。
10. ↑  吳士連《大越史記王書·本紀全書·黎紀·大行皇帝》，東京大學東洋文化研究所，188頁。
11. 1 2  吳士連《大越史記王書·本紀全書·丁紀·先皇帝》，東京大學東洋文化研究所，180頁。
12. 1 2  陳仲金《越南史略》第三卷第二章，戴可來譯，北京商務印書館，60頁。
13. 1 2 3 4  吳士連《大越史記王書·本紀全書·丁紀·先皇帝》，東京大學東洋文化研究所，181頁。
14. ↑  杜繼文《佛教史》，江蘇人民出版社，301頁。
15. ↑  《佛頂尊勝加句靈驗陀羅尼》五篇（10世紀刻），收錄於潘文閣、蘇爾夢主編《越南漢喃銘文匯編·第一集北屬時期至李朝》，遠東學院、漢喃研究院，57─70頁。
16. ↑  陳仲金《越南史略》第三卷第二章，戴可來譯，北京商務印書館，61頁。
17. ↑  《越南歷史貨幣》，中國金融出版社，16至17頁；以及114頁。
18. 1 2 3 4 5  吳士連《大越史記王書·本紀全書·丁紀·先皇帝》，東京大學東洋文化研究所，182頁。
19. ↑  吳士連《大越史記王書·本紀全書·丁紀·廢帝》，東京大學東洋文化研究所，184─185頁。
20. ↑  郭振鐸、張笑梅《越南通史》第一編第一章，中國人民大學出版社，14頁。

## 书籍
- （中文）. 上海古籍出版社（1987）.
- （日語）（中文）吳士連等. . 陳荊和編校. 東京大學東洋文化硏究所附屬東洋學文獻センター（昭和59－61年）（1984－1986）.
- （法文）（越南文）（中文）潘文閣、蘇爾夢主編. . 巴黎、河內: 法國遠東學院、漢喃研究院（1998）ISBN 978-2-85539-565-4.
- （中文）雲南省錢幣研究會、廣西錢幣學會. . 北京: 中國金融出版社（1993）ISBN 978-7-5049-1118-6.
- （中文）陳仲金. . 戴可來譯. 北京: 商務印書館（1992）ISBN 978-7-100-00454-1.
- （中文）越南社會科學委員會. . 北京大學東語系越南語教研室譯. 北京: 北京人民出版社（1977）.
- （中文）郭振鐸; 張笑梅. . 北京: 中國人民大學出版社（2001）ISBN 978-7-300-03402-7.
- （中文）杜繼文主編. . 南京: 江蘇人民出版社（2006）ISBN 978-7-214-04136-4.

### 網頁
- （中文）.   [2011-11-13]. （原始内容存档于2016-03-04）.
- （越南文）（中文）.   [2015-04-18]. （原始内容存档于2015-07-16）.
- （越南文）（中文）.   [2015-04-18]. （原始内容存档于2013-11-24）.